# Umberto Levra
Umberto Levra (Mathi, 26 ottobre 1945 – San Mauro Torinese, 7 ottobre 2021) è stato uno storico italiano.

## Biografia
Studioso di storia del Risorgimento, si occupò soprattutto di storia politica, sociale e istituzionale. Dal 1969 insegnò presso la Facoltà di Lettere e Filosofia dell'Università di Torino. Curò per la casa editrice Einaudi l'edizione della Storia di Torino.
Sino al 2020 fu presidente del Museo nazionale del Risorgimento italiano, di cui curò il riallestimento (2000-2011). Fece parte del Comitato direttivo della rivista Il Risorgimento, inoltre fu presidente del Comitato di Torino dell'Istituto per la storia del Risorgimento italiano e socio della Deputazione Subalpina di storia patria e dell'Accademia delle Scienze di Torino.

## Opere
- Il colpo di stato della borghesia : la crisi politica di fine secolo in Italia, 1896-1900, Milano, Feltrinelli, 1976.
- L' altro volto di Torino risorgimentale, 1814-1848, Torino, 1988.
- Fare gli italiani : memoria e celebrazione del risorgimento, 1992.
- Costantino Nigra 1828-1907, a cura di Umberto Levra, Torino, 2008.
- L'opera politica di Costantino Nigra, a cura di Umberto Levra, Bologna, il Mulino, 2008.
- Il Museo nazionale del Risorgimento italiano di Torino, Milano, Skira, 2011.
- Cavour, l'Italia e l'Europa, a cura di Umberto Levra, Bologna, il Mulino, 2011.